# Roger Palm
Roger Palm, född 31 mars 1949 i Kyrktåsjö, Jämtlands län, död 21 september 2024 i Bromma, Stockholm, var en svensk musiker (trummor) som var flitigt anlitad som studiomusiker, och spelade in skivor med bland andra Abba och Ted Gärdestad. Palm var medlem av banden Gimmicks, Beatmakers, Lasse Holm och Moonlighters. Han började arbeta tillsammans med Björn Ulvaeus och Benny Andersson 1970, och medverkar bland annat på Abba:s "Dancing Queen", "Mamma Mia", "Take a Chance on Me" och "Thank You for the Music" samt Ted Gärdestads "Satellit".

## Biografi
Roger Palm växte upp i Kyrktåsjö och fick sitt första instrument, ett dragspel, vid 4 års ålder. Han började spela gitarr vid 12 år, och två år senare fick han sin första virveltrumma. Sina första trumstockar täljde han själv av trädgårdsavfall.
Hans första band, The Skymen, var ett lokalt gitarrband och sedan en dansorkester i Hoting nära Kyrktåsjö som turnerade i norra Sverige 1964–1965. Roger Palm flyttade till Stockholm 1966 och började spela med musikern Hans-Erik Nääs. Med Leif Carlquist startade han bandet Gimmicks. Kjell Öhman bjöd in Palm till bandet Beatmakers 1969, och han var med i bandet fram till 1974 då han gick över till Moonlighters. Från 1976 arbetade han som frilansmusiker.

## Priser och utmärkelser
- Studioräven,  2015[2][3]

[Redigera Wikidata]

## Filmografi (i urval)[11]

### Roller
- 1980 – Konst är dyrare än korv
- 1986 – Saxofonhallicken

### Musiker
- 1980 – Sverige åt svenskarna
- 1988 – Så går ett år – Tiden i Sjöbo
- 1992 – En gång i Sverige